# Suuri Vehkajärvi
Suuri Vehkajärvi är en sjö i Finland. Den ligger i kommunen Nyslott i landskapet Södra Savolax, i den sydöstra delen av landet, 300 km nordost om huvudstaden Helsingfors. Suuri Vehkajärvi ligger 80,1 meter över havet. Arean är 6,73 kvadratkilometer och strandlinjen är 24,02 kilometer lång. Sjön  ingår i Vuoksens huvudavrinningsområde.   I omgivningarna runt Suuri Vehkajärvi växer i huvudsak blandskog.
I övrigt finns följande i Suuri Vehkajärvi:
- Heinäluoto (en ö)
- Kukkosaari (en ö)